# خسوس اسکوئرا
خسوس اسکوئرا (اسپانیایی: Jesús Ezquerra‎؛ زادهٔ ۳۰ نوامبر ۱۹۹۰) دوچرخه‌سوار اهل اسپانیا است.
از باشگاه‌هایی که در آن رکاب زده‌است می‌توان به وروا اکتیوجت اشاره کرد.